# Kristoffer Borgli
Kristoffer Borgli (9 de agosto de 1985 Oslo, Noruega)  es un director y guionista noruego conocido por haber escrito el guion y haber dirigido el largometraje aclamado por la crítica, Dream Scenario (2023), protagonizado por Nicolas Cage.

## Carrera
El primer largometraje de Borgli fue DRIB, "un documental real basado en una bebida energética falsa".
Su segundo largometraje es Sick of Myself de 2022, una historia sobre una relación, el arte contemporáneo y la creación de identidades/personalidades alternativas.
Su película de 2023 Dream Scenario, sobre un profesor universitario común y corriente que de repente alcanza fama viral después de aparecer en los sueños de millones de personas, ha recibido muchos elogios de la crítica y entusiasmo por el Oscar para el actor principal de la película, Nicolas Cage.

## Filmografía
| Año  | Título         | Director | Escritor | Editor |
| ---- | -------------- | -------- | -------- | ------ |
| 2017 | DRIB           | Sí       | Sí       | No     |
| 2022 | Sick of Myself | Sí       | Sí       | Sí     |
| 2023 | Dream scenario | Sí       | Sí       | Sí     |